# 伊利亞·奈舒勒
伊利亞·維克托羅維奇·奈舒勒（俄语：Илья́ Ви́кторович Найшу́ллер，1983年11月19日—），俄罗斯男導演、編劇、製片人和歌手，知名作品如電影《超狂亨利》（2015年）和《無名弒》（2021年）；也曾執導過多部廣受好評的MV。他也是電影公司對戰影業（Versus Pictures）及搖滾樂團Biting Elbows（主唱）的創始人。

## 早期生活
伊利亞·奈舒勒生於莫斯科，母親是外科醫生，父親是猶太裔商人。從7歲到14歲，他住在英國倫敦並上私立學校。

## 電影作品列表
| 年份 | 標題                               | 導演 | 編劇 | 監製 | 附註                                                 |
| ---- | ---------------------------------- | ---- | ---- | ---- | ---------------------------------------------------- |
| 2015 | 《超狂亨利》                       | 是   | 是   | 是   | 兼攝影指導和演員（Timothy、Higher-Self Merc、Henry） |
| 2018 | 《真愛瘦不了》                     | 否   | 否   | 是   |                                                      |
| 2020 | 《七個願望》（Marathon of Wishes） | 否   | 否   | 是   |                                                      |
| 2021 | 《無名弒》                         | 是   | 否   | 否   | 兼演員（Hitman Anatoly）                             |
| 2025 | 《國家元首》                       | 是   | 否   | 否   |                                                      |

## 外部連結
- Biting Elbows官方網站 （页面存档备份，存于）
- 伊利亞·奈舒勒在互联网电影资料库（IMDb）上的資料（英文）